# Deasupra tuturor (film din 2009)
Deasupra tuturor (în engleză Up) este un film 3D de animație produs în anul 2009 de studiourile Pixar și distribuit de Walt Disney Pictures. Regizat de Pete Docter, filmul spunea povestea unui septuagenar pe nume Carl Fredricksen (vocea lui Edward Asner) și a micului cercetaș, Russell (Jordan Nagai). Hărțuit de constructorii care-i înconjoară casa cu zgârie-nori, Carl, un septuagenar, își ia zborul cu tot cu casă, susținut în aer de o mulțime de baloane multicolore. Planul bătrânului, care vrea să-și țină și o promisiune făcută soției lui decedate, aceea de a explora lumea întreagă, are o singură hibă: în momentul „decolării”, pe prispa casei lui se află și un entuziast puști de opt ani. Filmul este co-regizat de Bob Peterson, iar muzica este compusă de Michael Giacchino. Premiera românească a avut loc pe 12 iunie 2009 în varianta 3D, dublată și subtitrată, fiind distribuit de Prooptiki România, ulterior filmul fiind disponibil din 13 decembrie 2009 , pe DVD și Blu-Ray, distribuit de Prooptiki.

## Dublajul în limba română
Pentru promovarea filmului, în cadrul principalului buletin de știri de la Pro TV, a fost prezentată o știre specială, pe 13 mai 2009, în care a fost lăudată crearea animației Up, care a rulat în avanpremieră la Cannes, prezentându-se și scene din film. Pro TV descrie revitalizanta aventură a bătrânului care a vrut cu tot dinadinsul să-i îndeplinească visul soției sale, acela de a ajunge cu casa la Cascada Paradisului:
|  | Este povestea unui vânzător de baloane, care pornește într-un zbor cu casa în jurul lumii. Up a avut cronici foarte bune și a fost considerat de ziarul The Hollywood Reporter cea mai amuzantă animație din toate timpurile semnată de casa Disney Pixar . |

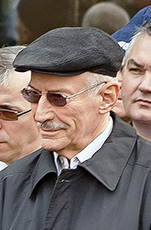
Victor Rebengiuc este vocea lui Charles Muntz în limba română

Au dublat în limba română:
- Mihai Bendeac - Dug[4]
- Victor Rebengiuc - Charles Muntz[5]